# Палаунг (самоуправляемая зона)
Палаунг (бирм. ပလောင် ကိုယ်ပိုင်အုပ်ချုပ်ခွင့်ရ ဒေသ pəlàʊɴ kòbàɪɴ ʔoʊʔtɕʰoʊʔ kʰwɪ̰ɴja̰ dèθa̰) — самоуправляемая зона в штате Шан (национальный округ) Мьянмы, где проживают одноимённая народность Палаунг. Самоуправляемая зона делится на 2 уезда. Создана в 2008 году. Административный центр — Намшан.